# Cuzance
Cuzance település Franciaországban, Lot megyében. Lakosainak száma 655 fő (2022. január 1.). Cuzance Martel, Baladou, Lachapelle-Auzac, Gignac, Le Vignon-en-Quercy és Cressensac-Sarrazac községekkel határos.

## Népesség
A település népességének változása:
| Lakosok száma | 417  | 392  | 375  | 418  | 571  | 584  | 607  | 632  | 640  | 655  |
|               | 1968 | 1982 | 1990 | 2006 | 2013 | 2015 | 2017 | 2019 | 2020 | 2022 |